# لوك غالوس

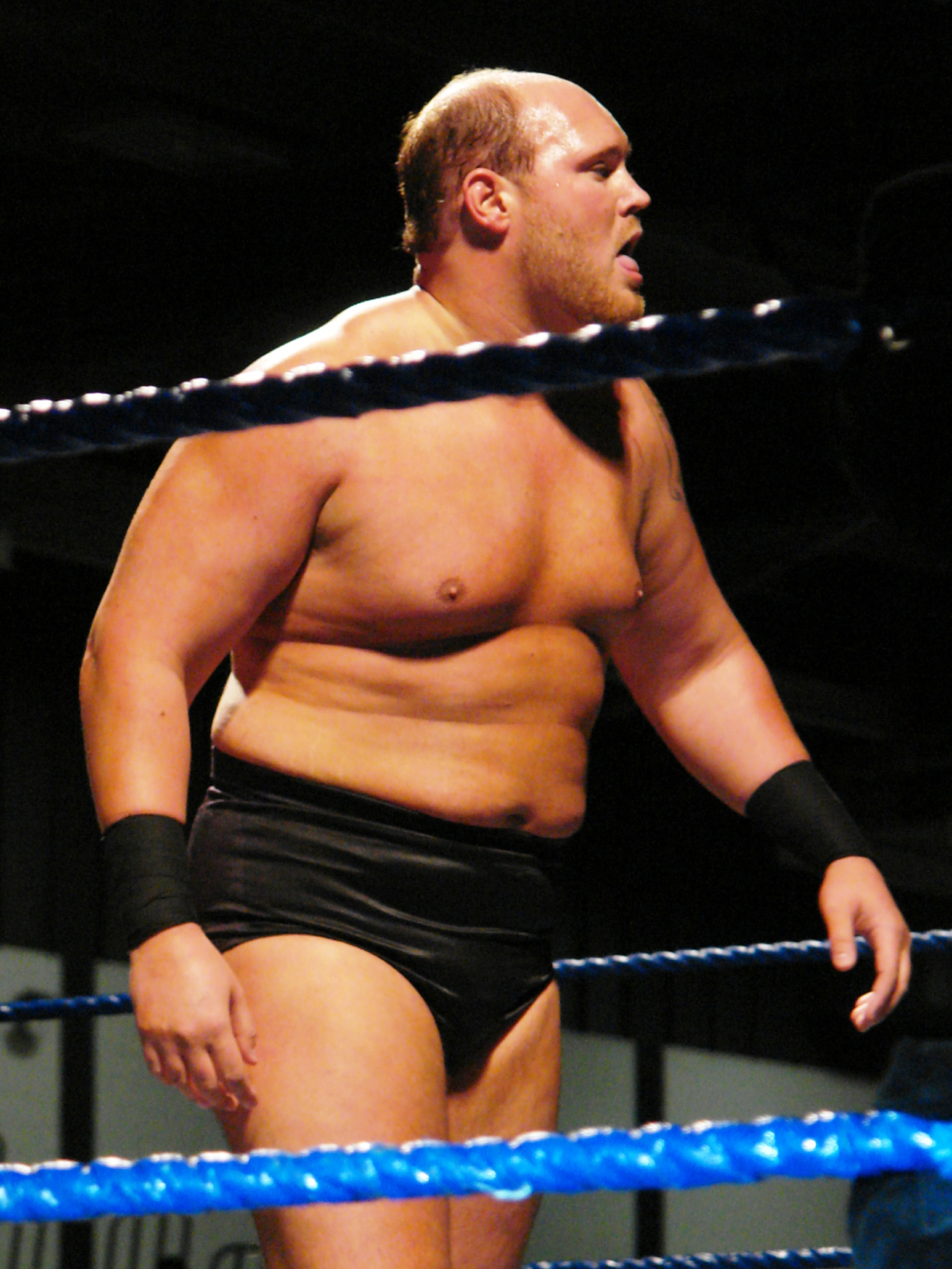
فيستوس في 2007.

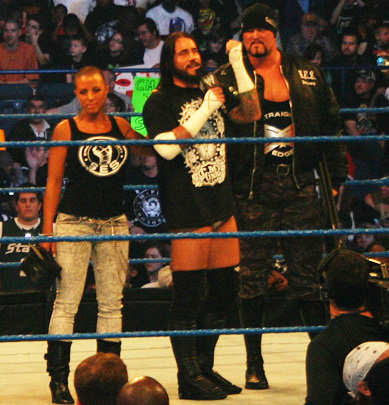
لوك جالوس مع بانك و سرينا

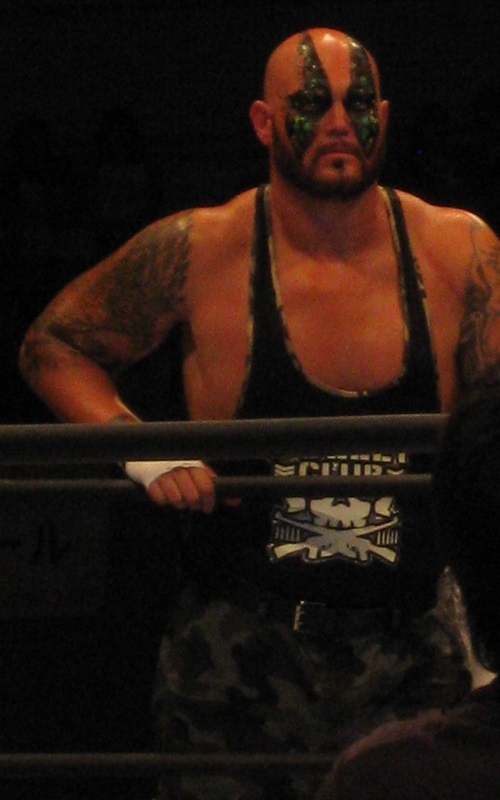
جالوس في اليابان 2014.

لوك جالوس هو أندرو «درو» هانكينسون (بالإنجليزية: Drew Hankinson)‏ 22 ديسمبر 1983 وهو مصارع أمريكي محترف كان في الدبليو دبليو أي يصارع وأول ضهر له كان على هيئة كين المزيف إلذي هجم على كين الحقيقي سنة 2005 و 2006 , وفي عام 2007 بدأ يصارع تحت اسم  فيستوس  حتى عام 2009 , وفي عام 2009 ضهر هانكنسون على هيئة  لوك جالوس  وأصبح في فريق مع سي أم بانك وخادمه ولعب مباراة ضد مات هاردي وفاز بعد مساعدة من بانك، وفي 11 ديسمبر 2009 فاز بانك وجالوس على كل من مات هاردي وأر تروث، وبعدها واجه بانك وجالوس بيغ شو في ليلة الأبطال 2010 وفاز بيغ شو عليهما وبعد المبارة هاجم بانك جالوس، وفي عرض سماك داون بتاريخ 2010/9/21 هاجم جالوس سي أم بانك في الكواليس، ولكنه خسر المبارة ضد بانك، وبعدها انتها عقد جالوس مع الدبليو دبليو أي. وذهب إلى التي أن أي تحت اسم جديد هو  دي أو سي جالوس  .

## وصلات خارجية
- لوك غالوس على موقع IMDb (الإنجليزية)
- لوك غالوس على موقع قاعدة بيانات الفيلم (الإنجليزية)
- لوك غالوس على موقع دبليو دبليو إي (الإنجليزية)
- لوك غالوس على موقع WrestlingData.com (الإنجليزية)
- لوك غالوس على موقع CageMatch worker (الإنجليزية)
- لوك غالوس على موقع قاعدة بيانات المصارعة على الإنترنت (الإنجليزية)
- لوك غالوس على موقع عالم المصارعة على الإنترنت (الإنجليزية)
- لوك غالوس على موقع عالم المصارعة على الإنترنت (الإنجليزية)